# دوري آيسلندا الممتاز 1961
دوري آيسلندا الممتاز 1961 (بالآيسلندية: 1. deild karla í knattspyrnu 1961) هو الموسم 50 من  دوري آيسلندا الممتاز. أقيم خلال الفترة 28 مايو 1961 وحتى 10 سبتمبر 1961، وكان عدد الأندية المشاركة فيه  6، وفاز فيه ناتدبيرنوفيلاغ ريكيافيكور.